# 桑尼·葛雷
桑尼·道格拉斯·葛雷（英語：Sonny Douglas Gray，1989年11月7日—），為美國職棒大聯盟的投手，目前效力於聖路易紅雀。他先前曾效力於運動家、洋基、紅人與雙城等隊。
2011年美國職棒大聯盟選秀，運動家在第一輪18順位選進了葛雷，並在2013年將其升上大聯盟。他於2014年兩度拿下美聯單月最佳投手，2015年入選明星賽，2017年季中被交易至紐約洋基，2019年季前被交易至辛辛那提紅人。

## 職業生涯

### 奧克蘭運動家

#### 2013年
2013年7月10日，運動家將葛雷升上大聯盟，並把Dan Straily下放至3A。當時葛雷還是以中繼投手身分登板。葛雷投了2局，投出3K被擊出一支安打。9天後，葛雷第2度登板，投完之後被下放到小聯盟。
8月10日，葛雷重返大聯盟，先發對決藍鳥隊的馬克·柏利。葛雷的生涯首勝則是在主場面對太空人投了8局無失分拿下。
9月22日，葛雷面對雙城隊拿下勝投。總結該季，他5勝3敗，防禦率2.67。
10月5日，葛雷在美聯分區賽第2戰登板對決賈斯丁·韋蘭德，葛雷主投8局無失分。運動家在九局下靠著史蒂芬·沃特的再見安打贏得勝利。第5戰，葛雷再度對決韋蘭德，但是這次葛雷主投5局，被擊出6支安打失3分，運動家0比3輸球。

#### 2014年
葛雷成為了開幕戰先發，面對印地安人隊無關勝敗。不過他在開季就先拿下4勝1敗，防禦率僅1.76的好成績。他也首度獲選為美聯單月最佳投手。運動家該年闖入外卡戰，不過在外卡戰遭皇家逆轉淘汰。

#### 2015年
葛雷連2年成為開幕戰先發，面對遊騎兵隊他主投8局僅被擊出1安。運動家最終以8比0拿下首勝。他在明星賽前10勝3敗，並入選了首次明星賽，不過他因為在明星賽前先發，因此沒有在明星賽出場。
該季結束，葛雷拿下14勝7敗。在賽揚獎票選中僅輸給達拉斯·凱戈及大衛·普萊斯。

#### 2016年
葛雷沒能複製去年的好成績，甚至還進出2次傷兵名單。該季他僅拿下5勝11敗，防禦率5.69。

### 紐約洋基

#### 2017年
2017年7月31日，洋基隊用Dustin Fowler、James Kaprielian和Jorge Mateo向運動家交易葛雷。該年洋基在美聯分區賽0勝2敗劣勢下3連勝逆轉印地安人。不過在美聯冠軍賽止步。葛雷在美聯分區賽第1戰和美聯冠軍賽第4戰先發，0勝1敗，防禦率4.44。

#### 2018年
2018年的葛雷投得很掙扎，8月2日，葛雷面對聯盟爐主金鶯隊竟只投了2+2⁄3局就狂失7分。因此洋基向雙城交易蘭斯·林恩來取代葛雷的先發位置。該年葛雷在客場的防禦率是3.62，主場卻高達7.71。最終該季他投出12勝15敗，防禦率4.85。

### 辛辛那提紅人
2019年1月21日，洋基將葛雷和另一名選手Reiver Sanmartin一起交易至紅人，換來Shed Long和一個2019年的競爭平衡A輪選秀權。紅人向葛雷簽下了3年合約，洋基則是將Shed Long交易至水手換來Josh Stowers。葛雷在加入紅人的第一年繳出11勝8敗，防禦率2.87的成績。他不僅睽違4年入選明星賽，還在國聯賽揚獎票選上拿下第七名。
2020年，葛雷投出5勝3敗，防禦率3.70的成績。不過他也投出國聯最多的7次暴投。

## 技術特點
葛雷主要球種是91到95英里的四縫線快速球、84到88英里的滑球、79到83英里的曲球、89到92英里的卡特球及86到88英里的變速球。

## 個人生活
2015年1月27日，葛雷的兒子Gunnar Carmack Gray出生。2016年11月12日，葛雷與女友Jessica Forkum結婚。

## 外部連結
- 球員資訊和成績在MLB ，ESPN ，Retrosheet ，Baseball Reference ，Baseball Reference (Minors) ，Fangraphs ，The Baseball Cube （英文）
- 桑尼·葛雷在台灣棒球維基館上的頁面（繁體中文）